# Preben
Preben ist ein dänischer männlicher Vorname, entstanden aus dem sorbischen Namen Pritbor.

## Namensträger
- Preben Fritz von Bülow (1933–1993), dänischer Jazzgitarrist, siehe Fritz von Bülow
- Preben Dabelsteen (1925–2017), dänischer Badmintonspieler und Sportjournalist
- Preben De Man (* 1996), belgischer Fußballspieler
- Preben Elkjær Larsen (* 1957), dänischer Fußballspieler
- Preben Fjære Brynemo (* 1977), norwegischer Nordischer Kombinierer
- Preben Hertoft (1928–2017), dänischer Psychiater, Hochschullehrer und Sexualwissenschaftler
- Preben Isaksson (1943–2008), dänischer Bahnradsportler
- Preben Kaas (1930–1981), dänischer Schauspieler, Komiker und Drehbuchautor
- Preben Knuth (1906–1996), dänischer Maler
- Preben Kristensen (* 1953), dänischer Schauspieler und Entertainer
- Preben Lange (1948–2013), grönländischer Politiker (Siumut) und Lehrer
- Preben Larsen (1922–1965), dänischer Drei- und Weitspringer
- Preben Lerdorff Rye (1917–1995), dänischer Schauspieler
- Preben Lundgren Kristensen (1923–1986), dänischer Radrennfahrer
- Preben Maegaard (1935–2021), dänischer Pionier, Autor und Experte auf dem Gebiet der erneuerbaren Energien
- Preben Philipsen (1910–2005), dänischer Filmproduzent
- Preben Rist (1885–1967), dänischer Schauspieler und Regisseur
- Preben Van Hecke (* 1982), belgischer Radrennfahrer
- Preben Vang (1942–1986), dänischer Schlagwerker und Jazzmusiker
- Preben Vildalen (* 1972), norwegischer Handballspieler
- Preben Wernberg-Møller (1923–2016), dänisch-britischer Semitist und Qumranforscher